# Carlos Páez Vilaró

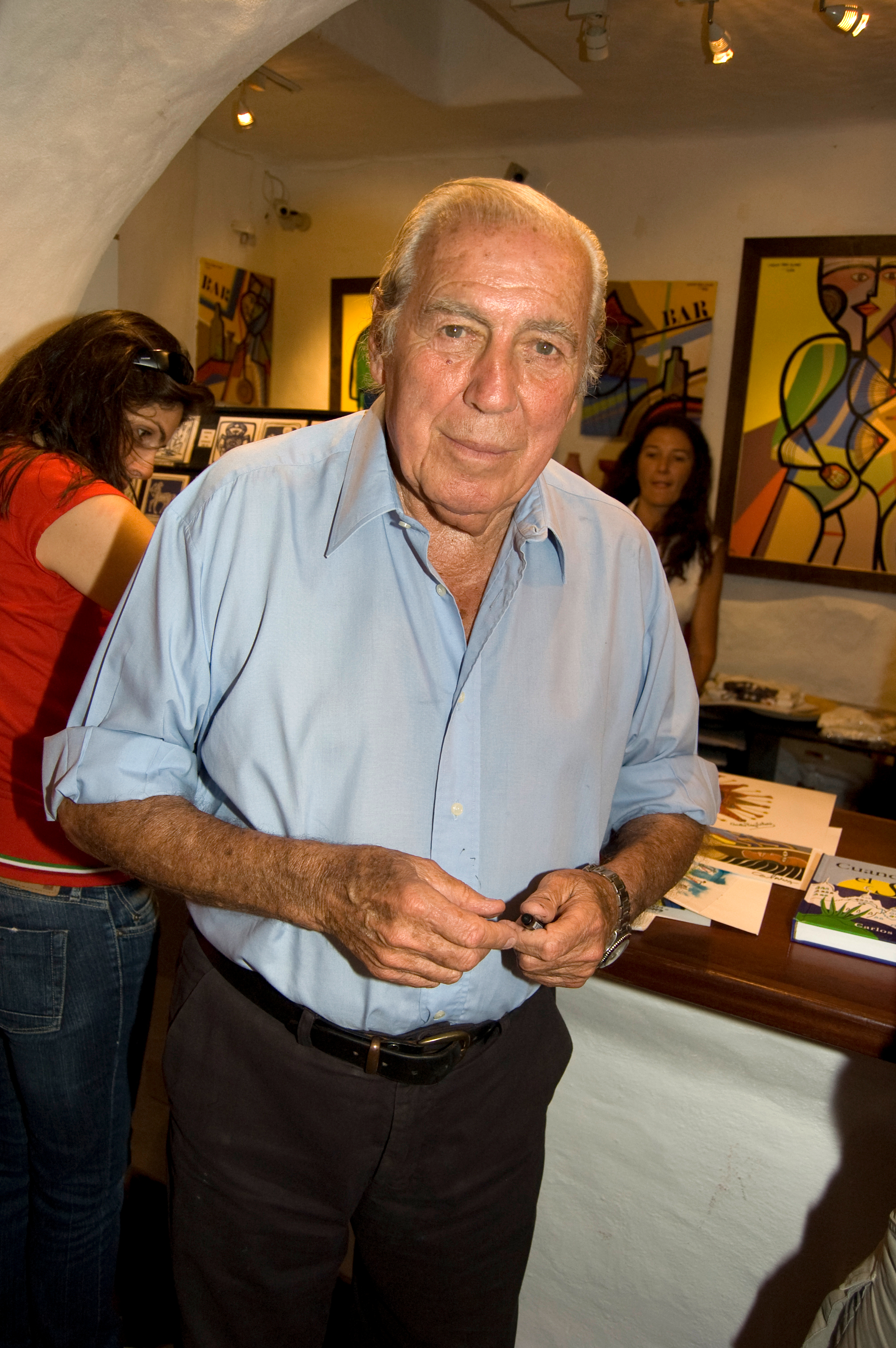
Carlos Páez Vilaró

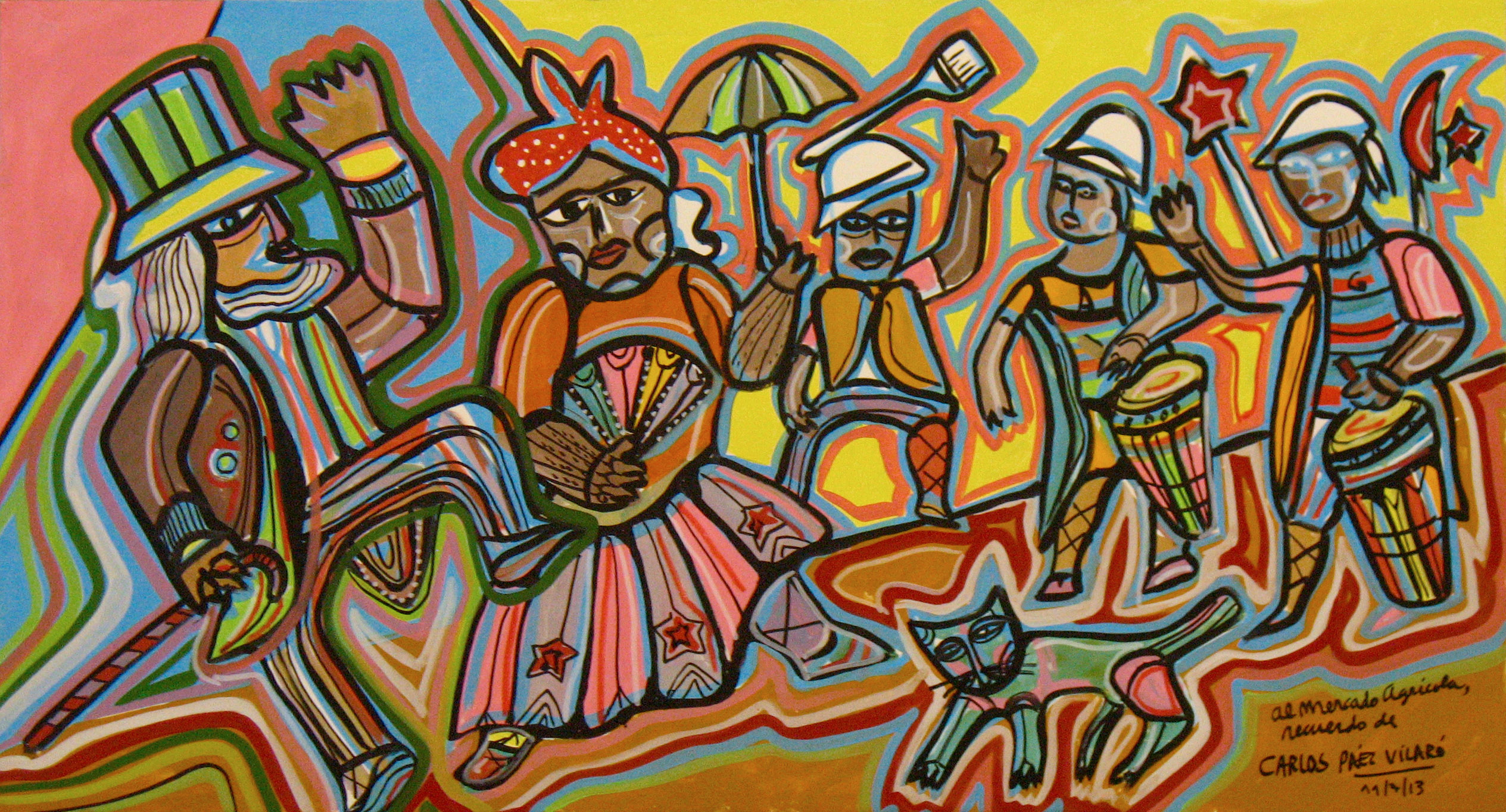
Mercado Agrícola

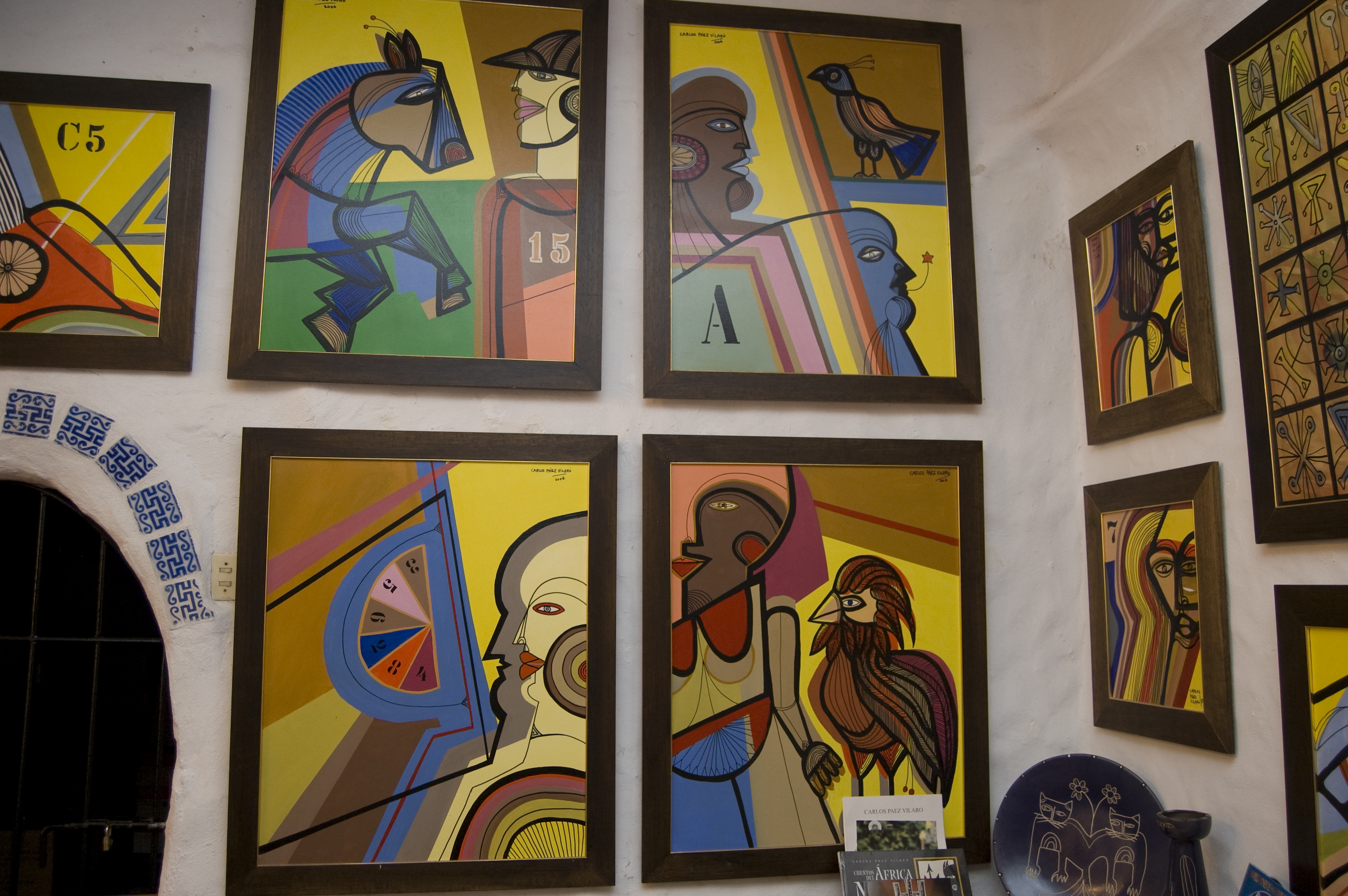
Verschiedene im Casapueblo ausgestellte Werke von Páez Vilaró

Carlos Páez Vilaró (* 1. November 1923 in Montevideo; † 24. Februar 2014 in Punta Ballena) war ein uruguayischer Künstler, der als Maler, Bildhauer, Schriftsteller, Komponist und Architekt tätig war.

## Leben
Er wurde 1923 in Montevideo als Sohn von Miguel Páez und Rosa Vilaró geboren. Während seiner Jugendzeit zog es ihn nach Buenos Aires ins Nachbarland Argentinien. Dort begann er eine Ausbildung in einer Druckerei in den Stadtvierteln Barracas und Avellaneda. In den späten 1940er Jahren kehrte er nach Uruguay zurück und entwickelte Interesse für die afro-uruguayische Kultur. Dazu widmete er sich dem Studium des Comparsa und des Candombe, sowie den Themen, die mit dem Leben im Mediomundo, einem überwiegend schwarzen Conventillo Montevideos, eng verbunden waren. In dieser Zeit schuf Páez Vilaró viele Karikaturen, komponierte Candombes für die „lubolas comparsas“, dirigierte ihre Chöre und verzierte deren Trommeln. Auf diese Weise wollte er herrschenden Missverständnissen entgegenwirken.
Motive seiner Karikaturen und Gemälde waren dabei Begräbnisse oder weihnachtliche Motive, aber auch Marktplätze, Tänze im Mondlicht oder Waschfrauen.
Nach dieser künstlerischen Phase zog es ihn nach Brasilien; anschließend bereiste er sowohl den afrikanischen Kontinent als auch Haiti und die Dominikanische Republik. Während dieses Zeitraums schuf er hunderte Kunstwerke und organisierte viele Ausstellungen. Er traf zudem in dieser Zeit bedeutende Künstler wie Pablo Picasso, Salvador Dalí, Jean Cocteau, Giorgio De Chirico, Andy Warhol oder Alexander Calder. Auch verbrachte er einige Zeit gemeinsam mit Albert Schweitzer in Lambaréné unter Leprakranken.
Im Zusammenhang mit seiner französischen Ausstellung Dahia drehte er gemeinsam mit dem Regisseur Jean-Jacques Manigot und dem Dichter Aimé Césaire einen Dokumentar-Film namens Batouk, der seinerzeit zum Abschluss der Filmfestspiele in Cannes aufgeführt wurde.
Anlässlich der Eröffnungsfeier der Ausstellung der United Buddy Bears auf dem Plaza Independencia in Montevideo 2009 wurde Páez Vilaró vom Präsidenten Uruguays, Tabaré Vázquez gefragt, ob er einen neuen Bären für Uruguay gestalten wolle. Trotz seines Alters von 85 Jahren sagte er spontan zu. Drei Tage später stand der riesige, noch unbemalte Buddy Bear in seinem Atelier. Dieser dann von ihm gestaltete, Uruguay repräsentierende Bär begleitet seitdem das internationale Kunst-Projekt The Art of Tolerance rund um die Welt.
Darüber hinaus schuf und modellierte er mit seinen eigenen Händen auf den Klippen am Rande des Río de la Plata in Punta Ballena das Casapueblo. Dort hatte er 1958 ein Grundstück erworben und zunächst ein kleines Holzhaus errichtet. Páez Vilaró ließ sich schließlich im Casapueblo nieder, wo sich seine Werkstatt in der großen Kuppel des Gebäudes befindet, welches heute teilweise als Hotel genutzt wird.
Páez Vilaró ist der Vater von Carlos „Carlitos“ Páez Rodriguez, einem der Überlebenden des Absturzes des Fuerza-Aérea-Uruguaya-Flugs 571 („Wunder der Anden“) am 13. Oktober 1972. Páez Vilaró war in dritter Ehe mit der aus Deutschland stammenden Annette Deussen verheiratet, mit der er drei Kinder hatte.
Neun Tage vor seinem Tod nahm Páez Vilaró ein letztes Mal an den Karnevalsfeierlichkeiten, den Desfile de Llamadas, gemeinsam mit der Comparsa C 1080 in Montevideo teil, die er in den Vorjahren aufgrund gesundheitlicher Probleme nicht mehr besuchen konnte. Dabei verkündete er, dass dies seine letzte Teilnahme sein werde. Nachdem Páez Vilaró im Alter von 90 Jahren verstorben war, wurde sein Leichnam auf Veranlassung des Bildungs- und Kultusministeriums in den Palacio Legislativo verbracht, wo am Folgetag die öffentliche Totenwache stattfinden und später dann die Beisetzung auf dem Cementerio del Norte erfolgen sollte.